# Egyed Lenke
Egyed Lenke (Marosvásárhely, 1881. november 4. – Budapest, Erzsébetváros, 1961. szeptember 1.) színésznő.

## Élete
Egyed Elek és Albert Teréz lánya. Pályáját 1898. október 1-jén Krecsányi Ignác társulatában kezdte. 1913–14-ben Miskolcon, 1914 és 1922 között Debrecenben, 1922–23-ban Pécsett, 1924 és 1932 között Szegeden lépett színpadra. Ezt követően a fővárosba költözött. 1933 és 1935 között a Magyar Műszínkörben, 1934-ben az Új Thália előadásain, 1935-ben a Bethlen téri, 1937-ben a Városi Színházban láthatta őt a közönség. 1939–40-ben a Belvárosi Színház, 1941–42-ben a Fővárosi Operettszínház tagja volt. 1942-ben és 1944-ben a Madách Színházban játszott. 1945-ben az Igazolóbizottság egy évre eltiltotta a szerepléstől. Egy évtizedes szünet után, 1957-ben lépett ismét színpadra a Magyar Néphadsereg Színházában. Kezdetben komika volt, később jellemszerepeket alakított.

### Magánélete
Házastársa Fekete Oszkár volt, akihez 1903-ban Szilágysomlyón ment nőül, ám később elvált tőle.

## Szerepei

### Színházi szerepei
- Szirmai Albert: Mágnás Miska – Korláthy grófné
- Jacques Offenbach: Szép Heléna – Clytemnestra
- Tóth Ede: A falu rossza – Csapóné
- Kodolányi János: Földindulás – Böbékné
- Darvas József: Szakadék – Balogné

### Filmszerepei
- A hölgy egy kissé bogaras (1938) – Csuporiné, az intéző felesége
- Rozmaring (1938) – vendég a cukrászdában
- Gyimesi vadvirág (1939) – Fábiánné Julis
- Süt a nap (1939) – özv. Farkas Mihályné postamesterné
- 5 óra 40 (1939) – Renardné, Melotti háziasszonya
- Karosszék (1939) – Zsófika, Feketéék házvezetőnője
- A miniszter barátja (1939) – Mohácsiné, mosónő
- Földindulás (1939) – Mári néni
- Fűszer és csemege (1939) – Hauberné, vevő a csemegeüzletben
- Férjet keresek (1939-40) – Málcsi néni, a Barbás család „gonosz szelleme”
- Sarajevo (1940) – Márfa, cseléd Boronowéknál
- Hazajáró lélek (1940) – Eta néni, Mária gondviselője
- Mindenki mást szeret (1940) – Anna néni, bábaasszony
- Pepita kabát (1940) – Karvaly Gizike színésznő
- Cserebere (1940) – főbérlő
- Szeressük egymást (1940) – Trabákné, munkavezető felesége
- Balkezes angyal (1940-41) – öltöztetőnő
- Gyurkovics fiúk (1941) – Cservenyákné házinéni
- A kegyelmes úr rokona (1941) – Málcsi néni, Szávay rokona
- Szabotázs (1941)
- Lelki klinika (1941) – Sásdyék szakácsnője
- Emberek a havason (1942) – szobaasszony Kolozsváron
- Behajtani tilos! (1941-42) – szemtanú
- Negyedíziglen (1942) – Sonka Andrásné
- Bajtársak (1942) – Judit szállásadója
- Külvárosi őrszoba (1942) – Vendelné, lakó
- Keresztúton (1942) – házmesterné, Edit szomszédasszonya
- A harmincadik (1942) – utas a vonaton
- Üzenet a Volgapartról (1942) – Bakony István anyja
- Szerető fia, Péter (1942) – parasztasszony
- A láp virága (1942) – szobaasszony
- Ópiumkeringő (1942) – házvezetőnő
- Egy bolond százat csinál (1942) – személyzet tagja a kastélyban
- Jómadár (1943) – vendég a cukrászdában
- Késő (1943)
- Tilos a szerelem (1943) – Judit nagynénje
- A 28-as (1943) – Ibolyka, Leó bácsi húga
- Fekete leves (1943, rövid) – suszter felesége
- Kalotaszegi madonna (1943) – Pendzsi anyja
- Féltékenység (1943) – Lidi néni, szakácsnő
- És a vakok látnak… (1943) – Novák néni, bába
- Fény és árnyék (1943) – Zsófi néni, a balatoni villa házvezetőnője
- Futóhomok (1943) – Veszeliné Maris néni, szomszédasszony
- A látszat csal (1943)
- Afrikai vőlegény (1944) – Rozália házvezetőnő
- A két Bajthay (1944) – Erzsi néni, falusi takarítónő
- Tűz a hegyen (1944, befejezetlen)
- Ének a búzamezőkről (1947) – levélhordó
- Déryné (1951)